# 神圣罗马帝国皇冠

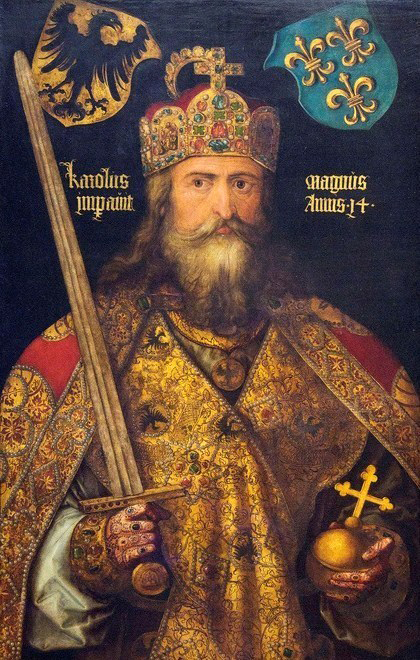
法蘭克國王查理曼的畫像，作畫於1512年，藏於德國紐倫堡博物館。但這幅畫其實有時間錯誤，因為畫中的是查理大帝，而第一個帶上這頂皇冠的人是查理大帝死後一個半世紀的奧托一世。在查理大帝活著的時候不可能帶著這個皇冠，因此可得知這幅畫是後人杜撰的，不是真實的歷史肖像畫。

神圣罗马帝国皇冠（德語：Die Reichskrone），指的是一頂神圣罗马帝国皇帝的專屬皇冠，由八塊金絲板拼接而成，鑲滿了各式珠寶，目前保存在奧地利維也納的霍夫堡皇宫内，被視為奧地利的國寶，也歐洲最重要的幾大文物之一。
在奧地利和德國的巴伐利亞又可以稱為環狀冠（德文：Bügelkrone ），大約從10世紀末到神聖羅馬帝國解體的1806年的這800年中，環狀冠都承擔了加冕禮和正式場合中皇帝標準裝束。在一個人當選神羅皇帝後，這頂皇冠的所有者就立即更改為最新一任的皇帝。聖羅皇冠从奥托一世建立神聖羅馬帝國时就开始使用，在神羅被創立前的加洛林帝國，即查理大帝所統治的年代，聖羅皇冠還未被製造出來。這頂皇冠最大的特點就是非圓形，而是八角形，可能參考了拜占庭皇冠的形狀，並且融合了德國亞琛的帕拉丁禮拜堂的建築物結構。它的八板子有一個專有名稱，叫做“鉸鍊板”，他們圍繞在一起，形成拱形輪廓。兩條鐵條把八個固定在一起。八個盤子全部盤由長長的金細線纏繞而成，而不是實心的黃金，這使得各種珠寶的底座可以插入金線的空隙，便於替換珠寶以及折疊運輸。

## 歷史

### 原版皇冠
這頂由八個金盤組成的皇冠具體制作時間不明，最為可信的說法是在962年奧託一世命人緊急製作的，目的是在帝國加冕禮上用。後來康拉德二世加強了這頂皇冠的象徵意義，讓它作為神羅皇帝加冕時的必備的皇冠，此後就成為定制。目前歷史上第一個具體寫出神聖羅馬帝國皇冠的記錄是12世紀，但並不知道文獻所說的聖羅皇冠是否就是目前的這頂。
最遲從10世紀開始，神羅皇冠就一直陪伴著整個神聖羅馬帝國，直到帝國末期都還在使用，並且保養完好。皇冠是“帝國法器（Reichskleinodien）”中最重要的物品，一個人只要經過加冕儀式，成為這頂皇冠的所有者，那在理論上就是歐洲西部和中部的最高位君主，配享“神聖羅馬皇帝”這一榮譽稱號；另外還有幾個比較小的法器，例如“帝國十字勳章（德語：Reichskreuz）”、“帝國寶劍（德語：Reichsschwert）”、“聖槍（德語：Heilige Lanze）”、“帝國權杖（德語：Reichszepter)”和“十字聖球（德語: Reichsapfel）”，這些物品在加冕禮中由教皇親自交給新任皇帝，以向眾人證明神羅皇帝的身分合法。
聖羅皇冠為奧地利和德國獨有的皇冠，同為法蘭克王國加洛林王朝繼承者的法國國王無法享有此待遇。根據法蘭克查理大帝的遺囑，他頭戴的神聖羅馬帝國皇冠給與了東法蘭克，最後演變成德國；而他擁有的“法蘭克”國名該給與了西法蘭克，最後演變成“法蘭西”，即現代的法國。

### 德意志帝國的皇冠
1871年，德意志帝國終於統一，但因為奧地利帝國並未被算在新生的德國之內，所以擁有神羅皇冠奧皇自然不會把自己的祖傳皇冠讓給德皇。為了解決這個矛盾，德國人新製作了一頂皇冠，其工藝全部更新為最新版本，但在設計上盡量模仿原本的聖羅皇冠，稱之為“德意志皇冠”。
它參考了眾多當時流行的設計，特別加入了霍恩索倫家族的紋章，以表示全德國的皇位被霍恩索倫獨佔。這頂皇冠由四個半拱組成，在正上方支撐一個小球體和十字架，而不是原版的單拱和前十字。這些更改讓“德意志皇冠”和“神羅皇冠”被簡單的區分出來，同時強調現在的德國就是神聖羅馬帝國的直接繼承者，而且是最新一代的繼承者，與此同時，給了奧地利帝國足夠的面子。由於其製作工藝極為複雜，直到1918年德意志滅亡時才剛剛完成，製作出真正的王冠，隨後就在民間失蹤。
因此，德意志帝國皇冠在等級上和聖羅皇冠持平，在德意志帝國存在的那幾年中，它用來代表全德國，例如最經常在各種政治漫畫和公共建築上出現，例如1871-1883年的尼德瓦爾德紀念碑，1880年的戈斯拉爾宮，1896年的魏登達默橋。

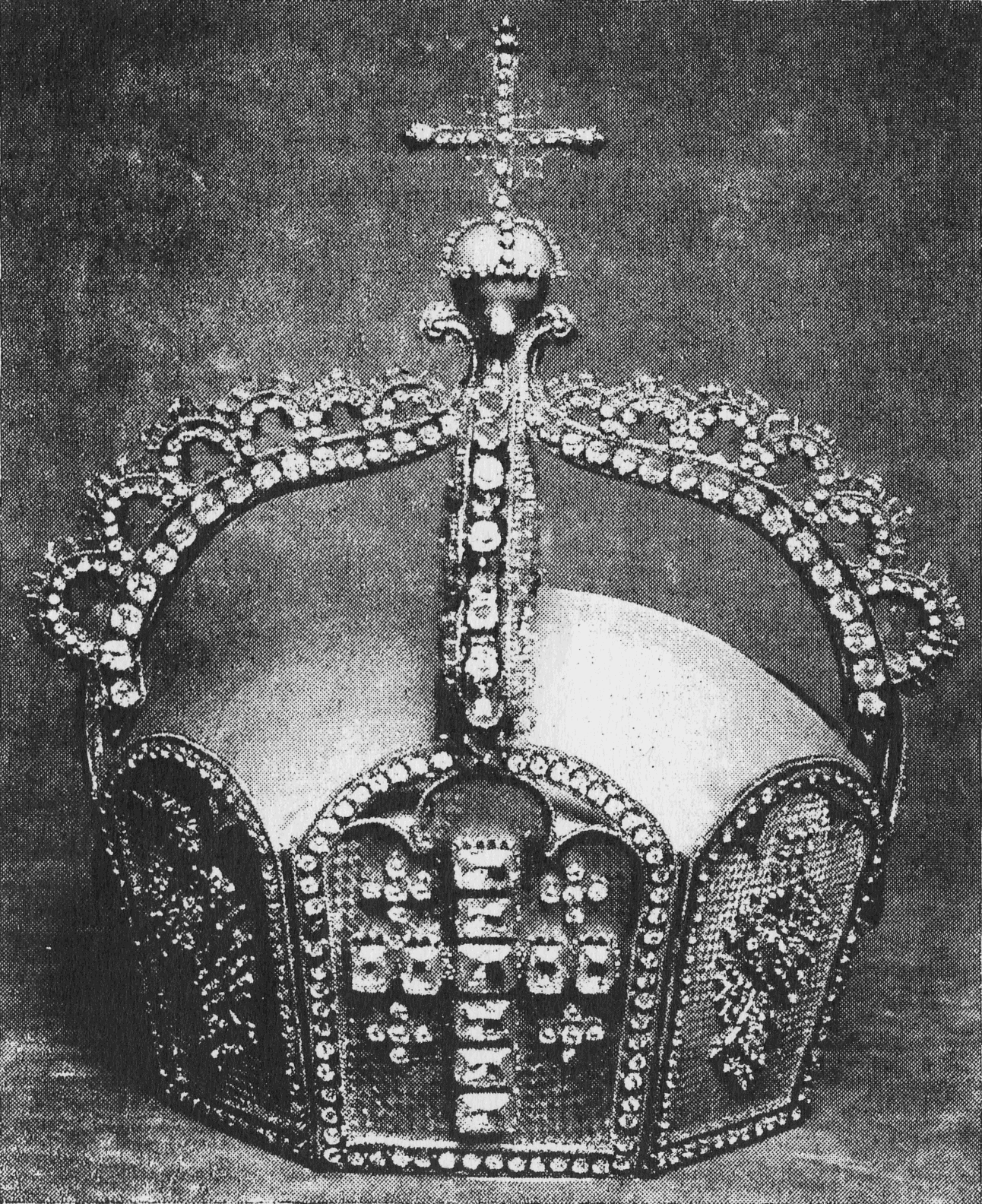
德意志帝國皇冠的木製模型
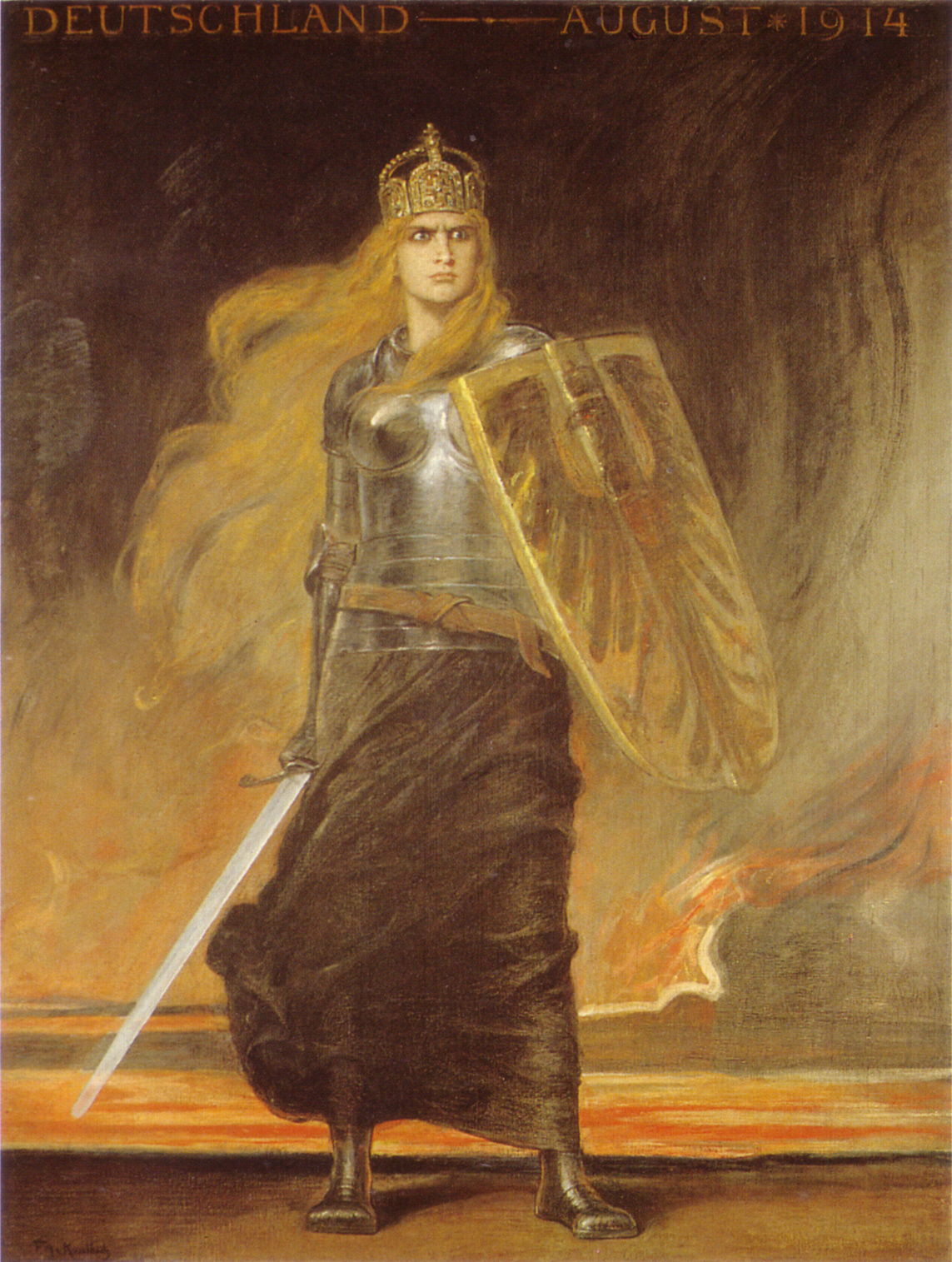
德國國家的擬人化，日耳曼尼亞頭上的德意志皇冠
現代人製作的德意志帝國皇冠的矢量圖
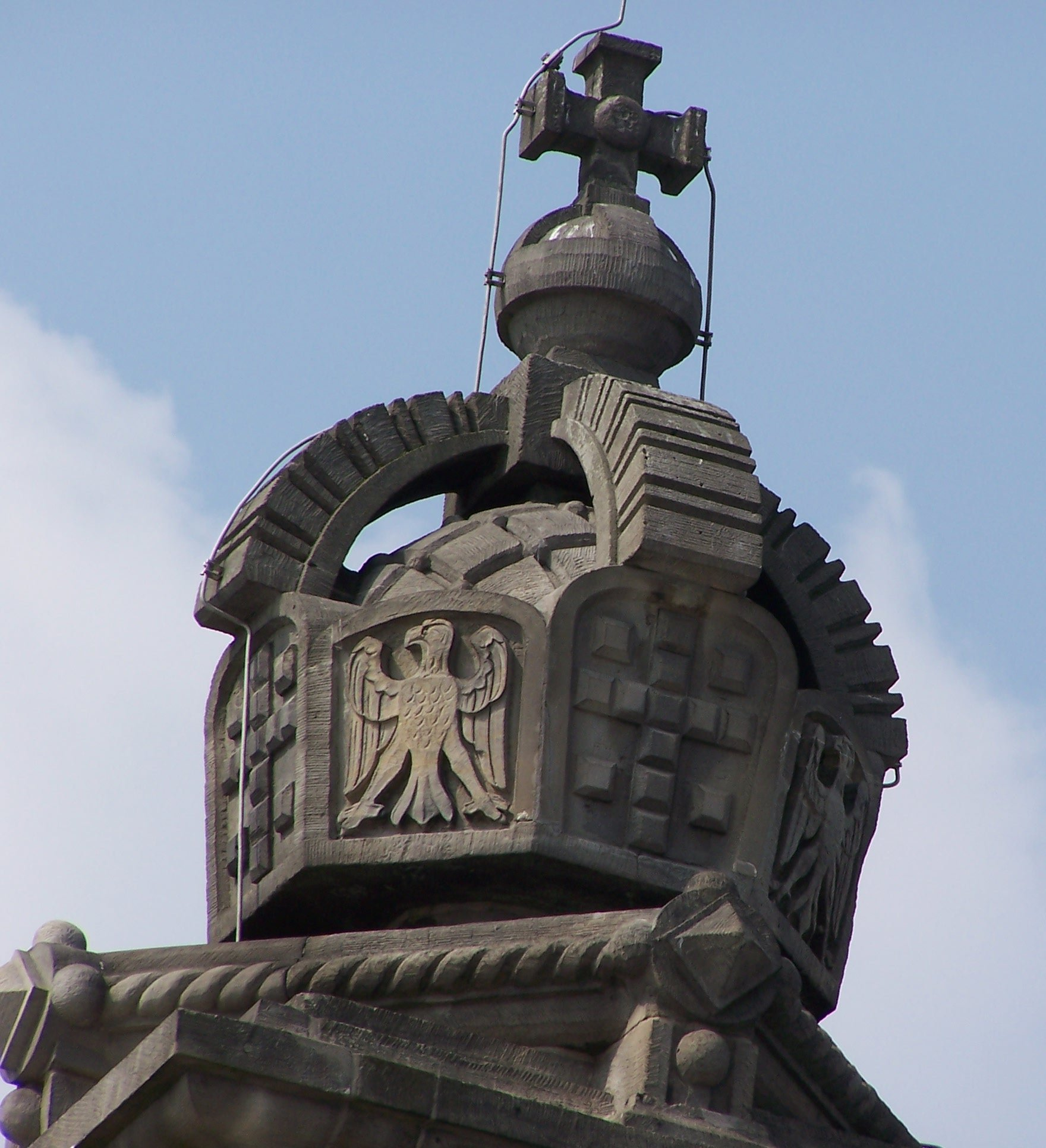
德國國會大廈上的德意志帝國皇冠彫塑

## 保管地點
神羅皇冠在製作完成後的最初幾個世紀裡，經常在不同的地方保管，沒有固定地點，例如林堡修道院、哈爾茨堡城堡、戈斯拉爾皇宮、特里費爾斯城堡、阿格諾德皇宮、瓦爾德堡城堡、克勞特海姆城堡、基堡城堡、萊茵費爾登城堡和慕尼黑的舊宮廷。
1349年，查理四世將聖羅皇冠帶到捷克布拉格附近的卡爾施泰因城堡，他想把此地永久的作為皇冠的保管地點。1424年，隨著波西米亞的領土上爆發了胡斯戰爭，捷克不再被視作一個安全之處，於是西吉斯蒙德將它遷移到維謝格拉德，隨後又到紐倫堡，在1531年去了亚琛，在1562年又轉到法蘭克福。
1796年，由於奧地利帝國和法蘭西第一帝國的戰爭威脅到整個神羅帝國的基本架構，於是聖羅皇冠被帶到雷根斯堡的聖埃默拉姆修道院以躲避法國人的戰爭，並在1800年直接運到帝國首都維也納保管，而神羅皇帝在1806年8月6日，也是在維也納宣佈神聖羅馬帝國就此解散。
此後，其它帝國法器們也逐漸運至維也納，即使在第一次世界大戰中，帝國皇冠和附屬法器們都一直留在維也納。直到1938年3月的德奧合併，納粹德國重新將法器們帶回紐倫堡的凱瑟琳教堂，以配合納粹黨把紐倫堡宣傳為“神話時代的德國藏寶庫”的說法。在第二次世界大戰期間，皇冠被放置在紐倫堡城堡的地下拱頂Historischer Kunstbunker中。1945年8月，美國軍方將其與其他珍寶一起收回，並在1946年1月歸還給盟軍佔領的奧地利。從那時起，它就永久保存在維也納。
1954年，神聖羅馬帝國的諸法器再次在霍夫堡宮展出，作為一種任何人都可以看的歷史文物，而不是王權象徵，在1983～1987年因為全面整修而暫停展示了幾年，之後又持續展出到現在。

## 設計
皇冠与大多数中世紀和现代皇冠不同的是，神圣罗马帝国皇冠並非是一個固定的形狀，而是由八塊板子拼接而成，其内部是用以加固的铁圈。原先皇冠上只有一条从前至后的拱形，11世纪中被现在所看到的带有十字和珠宝的拱所取代。皇冠上总共约镶嵌了144颗包括蓝宝石、翡翠和紫水晶在内的各种珠宝。原先皇冠还拥有下垂的穗状装饰物，但现在已经丢失。類似的裝飾常用於西歐的中世紀以及拜占庭帝國，例如聖物箱、祭壇十字架和寶石書籍封面。
皇冠的每個板子都是用高純度的黃金製成，總共約22克拉，這使得皇冠呈現黃油色，而不是純金色。皇冠上的寶石非常原始，沒有任何切割面，因為在10世紀，歐洲人還沒有切割寶石的技術。皇冠上的寶石被簡單的拋光，僅僅在形狀上呈現出一點橢圓形，然後整個放入金屬絲線的空隙中，用細線固定。這麼做雖然原始，但也有好處，當光線照進來時，皇冠上的寶石看上去像會“自發光”一樣，充滿神聖感。
皇冠中較小的四個牌匾，稱為“圖片盤（Bildplatten）”，畫有《聖經》中故事以及“拜占庭的沉沒（Senkschmelz）”的琺瑯銘文，每個圖片中的凸起都被藍寶石和珍珠所環繞。
- 右前方的圖片盤：展示了威嚴的基督在兩個基路伯之間，下面是紅色琺瑯銘文“君王由我統治”（P[er] ME REGES REGNANT；箴言 8:15）[7] 。
- 後右方的圖片盤：顯示先知以賽亞站著對坐在床上的希西家王說話。以賽亞手裡拿著一卷書，上面寫著：“看哪，我要給你的壽命加十五年”（列王記下 20:6）。以賽亞和希西家的上方是他們的紅色琺瑯名字 ( ISAIAS P[ro]PHETA · EZECHIAS REX )。
- 左前方的圖片盤：展示了所羅門王拿著一個捲軸，上面寫著“敬畏耶和華，遠離邪惡”（箴言 3:7），上面用紅色琺瑯寫著他的名字“所羅門王”（REX SALOMON）。
- 左後方的圖片盤：展示了大衛王拿著一個捲軸，上面寫著“著名的國王樂於伸張正義”（詩篇 99:4），上方用紅色琺瑯寫著他的名字“大衛王”（REX DAVID）。

其他四個盤子，或“石盤”（Steinplatten），尺寸各異，僅用寶石和珍珠裝飾在凸起的花絲鑲嵌中。前後盤子上的十二塊寶石可能直接指代猶太大祭司胸牌或hoshen的十二塊寶石（出埃及記 39:9-14）和約翰啟示錄中新耶路撒冷的十二塊基石（啟示錄 21：19-21）。
神聖羅馬帝國皇冠的各個面向

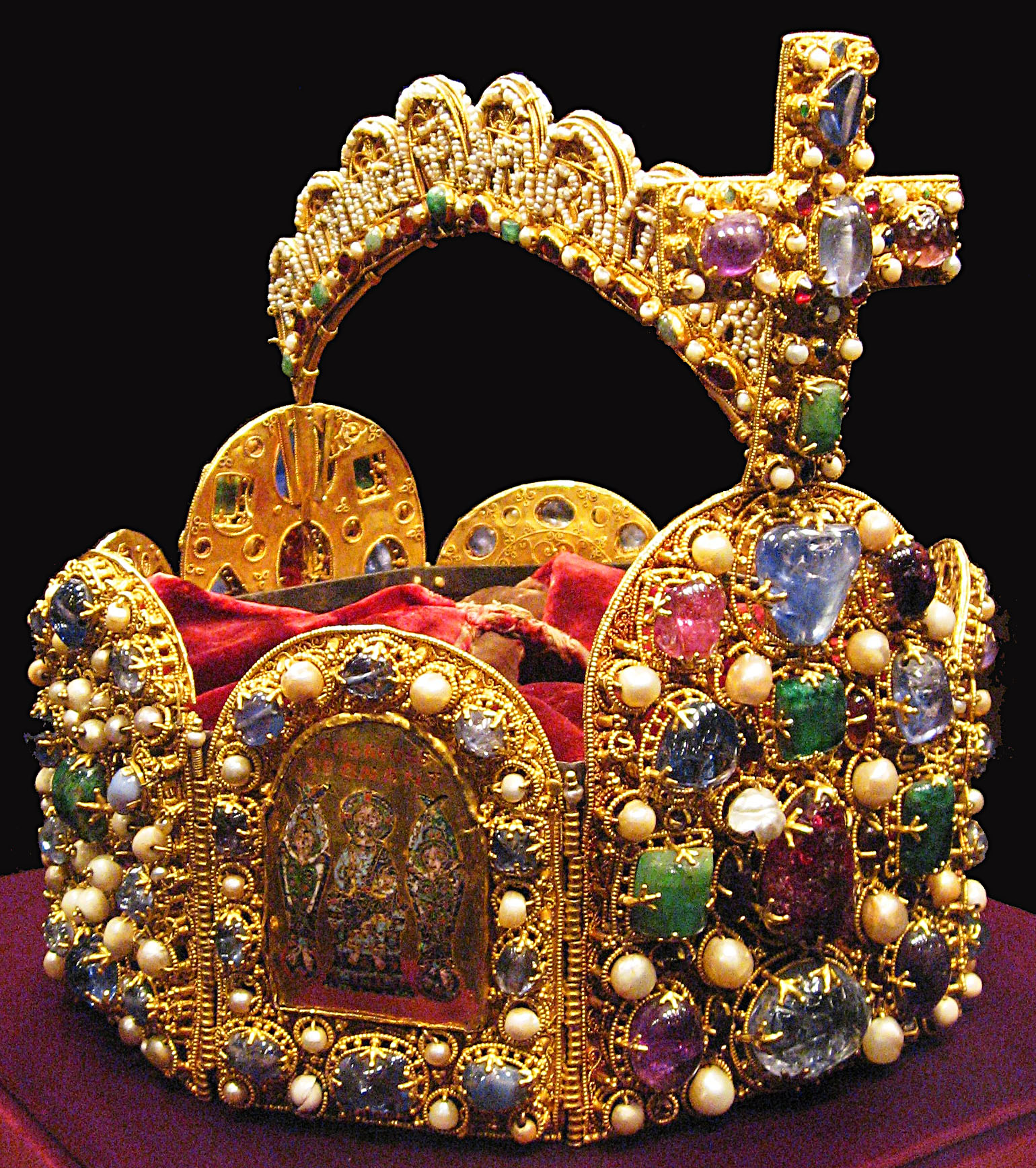
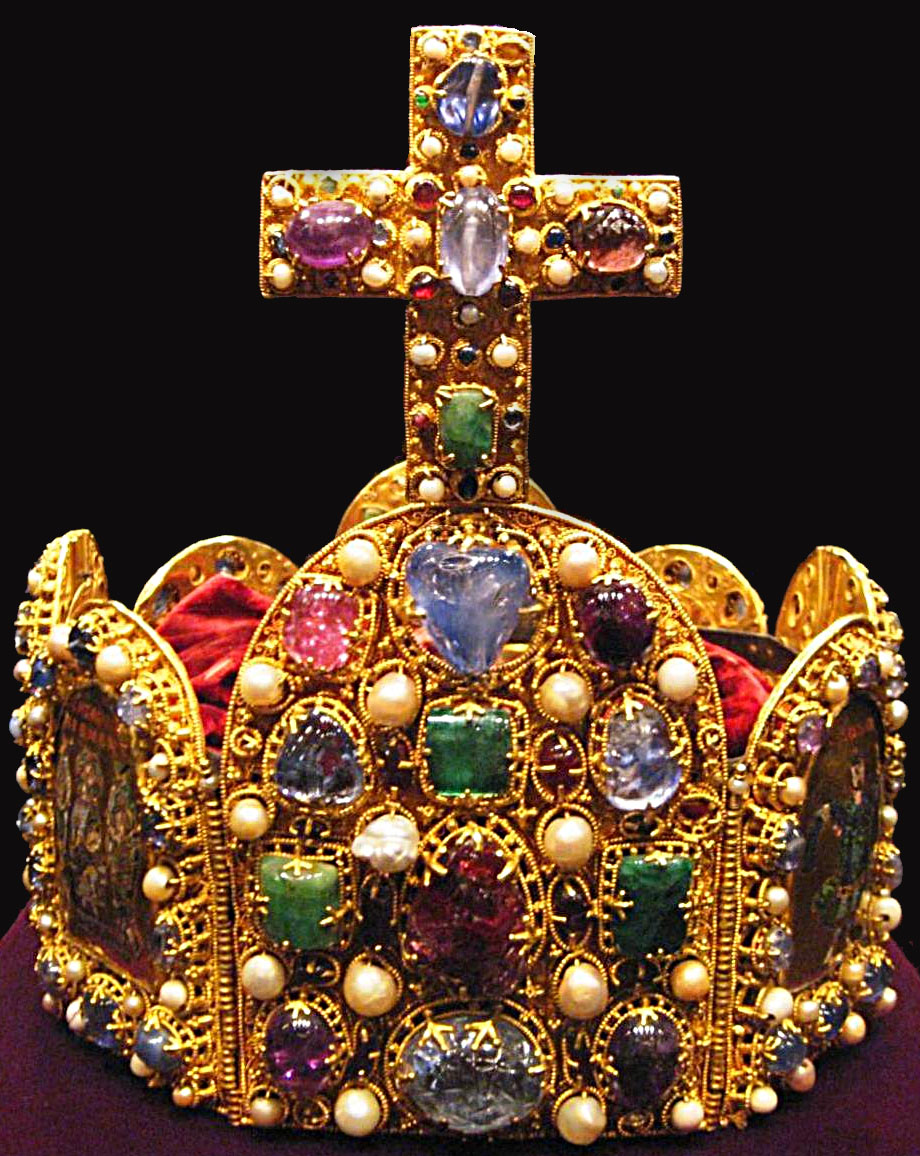
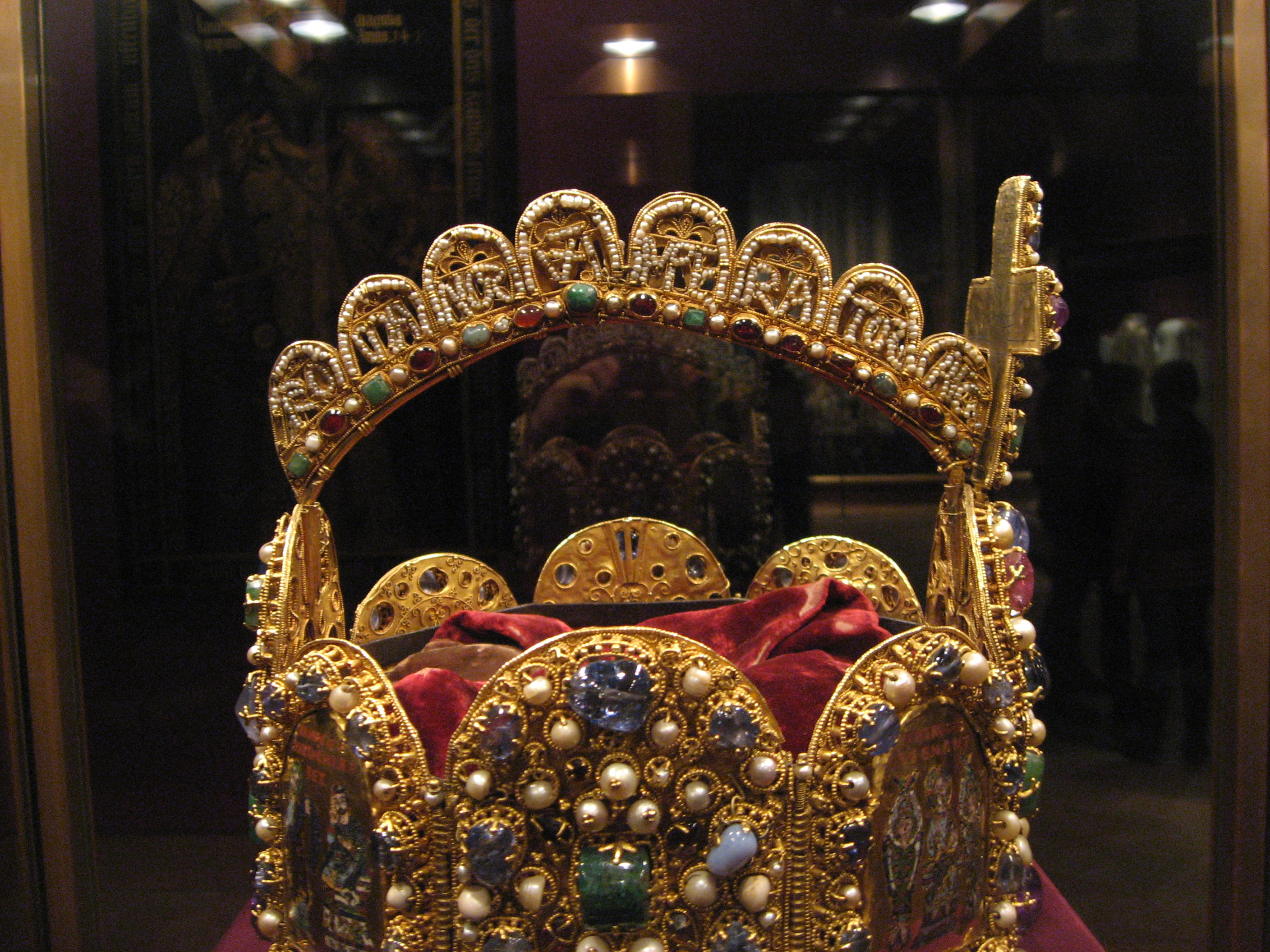
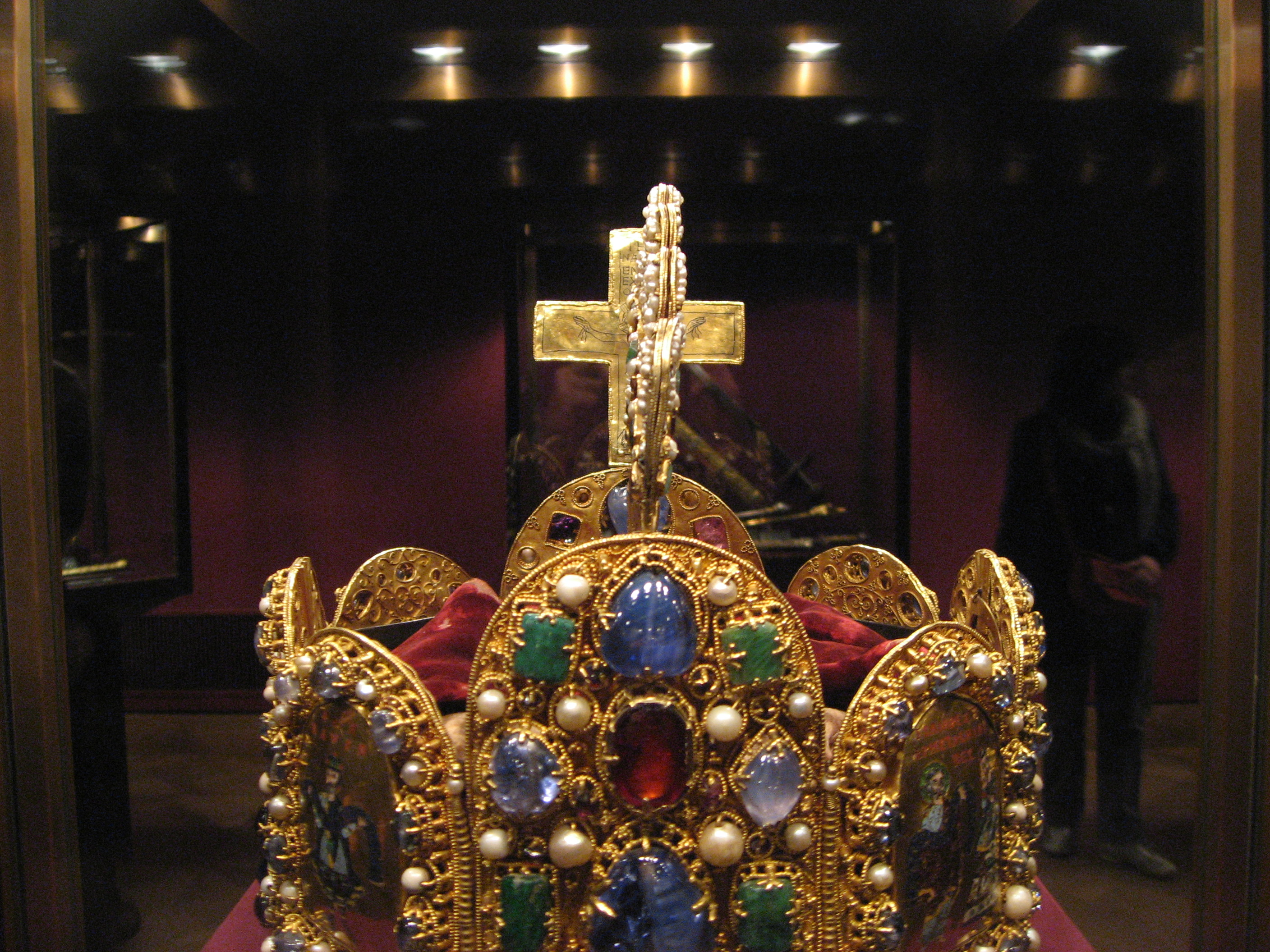
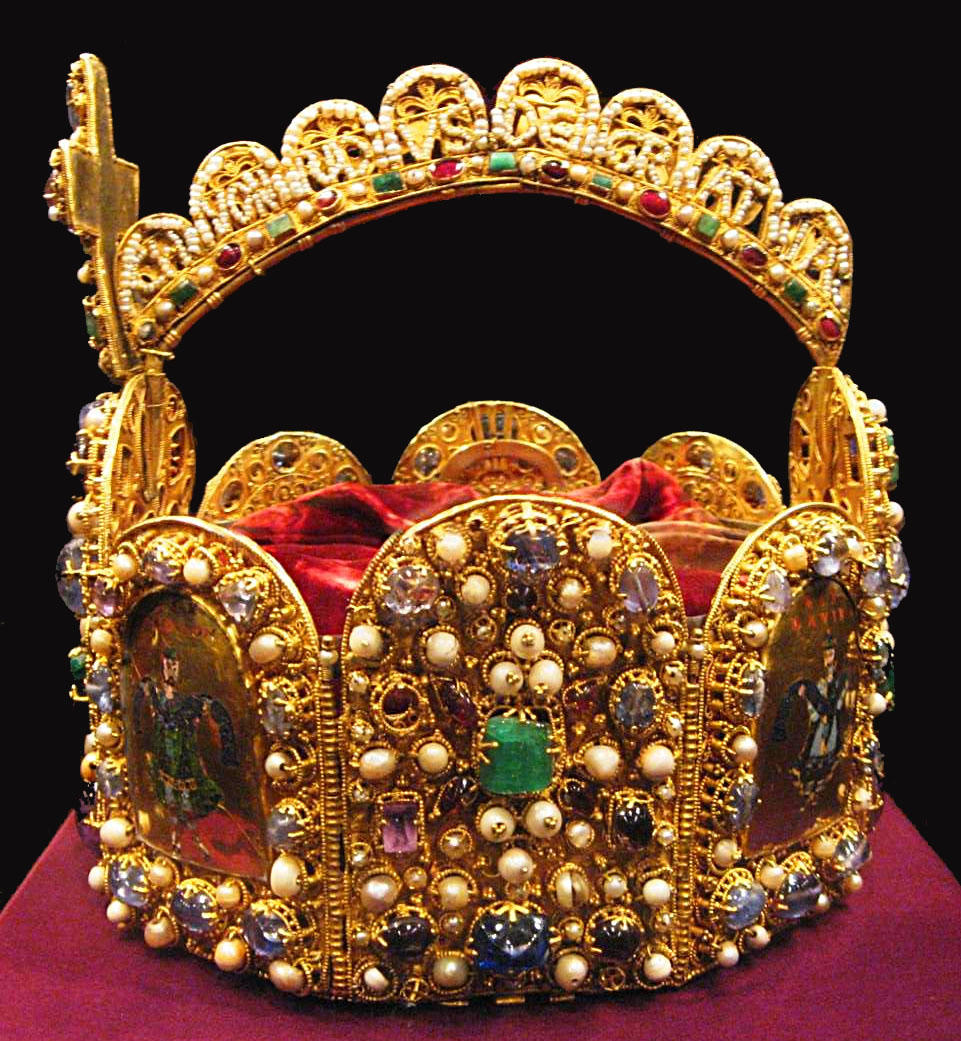

在皇冠最前面的中央有一顆三角形的藍寶石，它不是原裝的，而是用來取代了另一顆已經丟失的蛋白石，這塊紫寶石被稱為Waise，即孤兒之意。孤兒是原本帝國皇冠中最大最耀眼的寶石，可能是酒紅色的蛋白石，在光照下呈現石榴一樣的瑰麗色彩，由於其極度美麗，連中世紀的神學家和哲學家艾爾伯圖斯·麥格努斯都在1250年寫道：
孤兒是羅馬皇帝皇冠上最璀璨的一顆明珠。因為和它一樣的寶石在歐洲其它地方從未見過，所以被稱為“孤兒”。它有紅酒的顏色，又有白色，就好像雪的耀眼穿透了鮮豔的酒液，最後都沉睡在金色的皇冠之中。這顆寶石閃耀著巨大的光芒，它曾經憑著月光在夜間發光，但在我們這個時代已經找不到它了，它也完成了保護帝國榮譽的職責。

## 出現在其它地方以及作為紀念品
1915年，德國皇帝威廉二世下令製作了一份相同的複製品，就是上述的“德意志皇冠”，在亞琛展出，目前仍保存在亞琛市政廳的皇冠大厅(Krönungssaal)中，該廳建於14世紀，建於查理曼大帝宮殿的遺跡上。法蘭克福歷史博物館也有帝國皇冠的複製品，保存在普法爾茨選帝侯的特里費爾斯要塞；在捷克的卡爾施泰因城堡，也保存有帝國皇冠及聖瓦茨拉夫王冠的複製品。2008年鑄造的100歐元中，神聖羅馬帝國皇冠是奧地利歐盟紀念幣上的主要圖案，這枚硬幣的正面為神聖羅馬帝國皇冠，背面則展示了奧託一世皇帝和聖彼得大教堂，因為這個教堂是他加冕的地方。

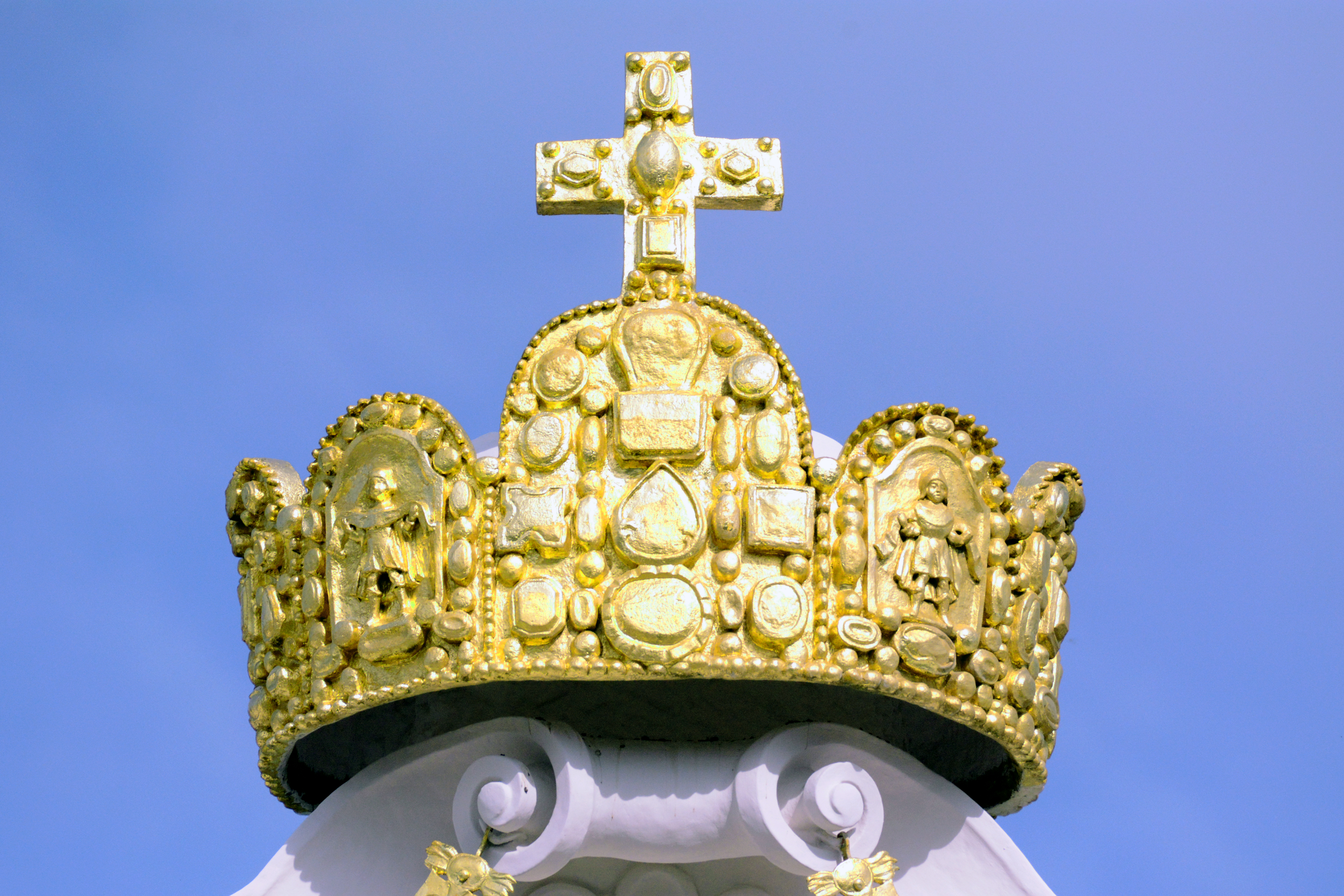
維也納霍夫堡宮上的彫塑皇冠
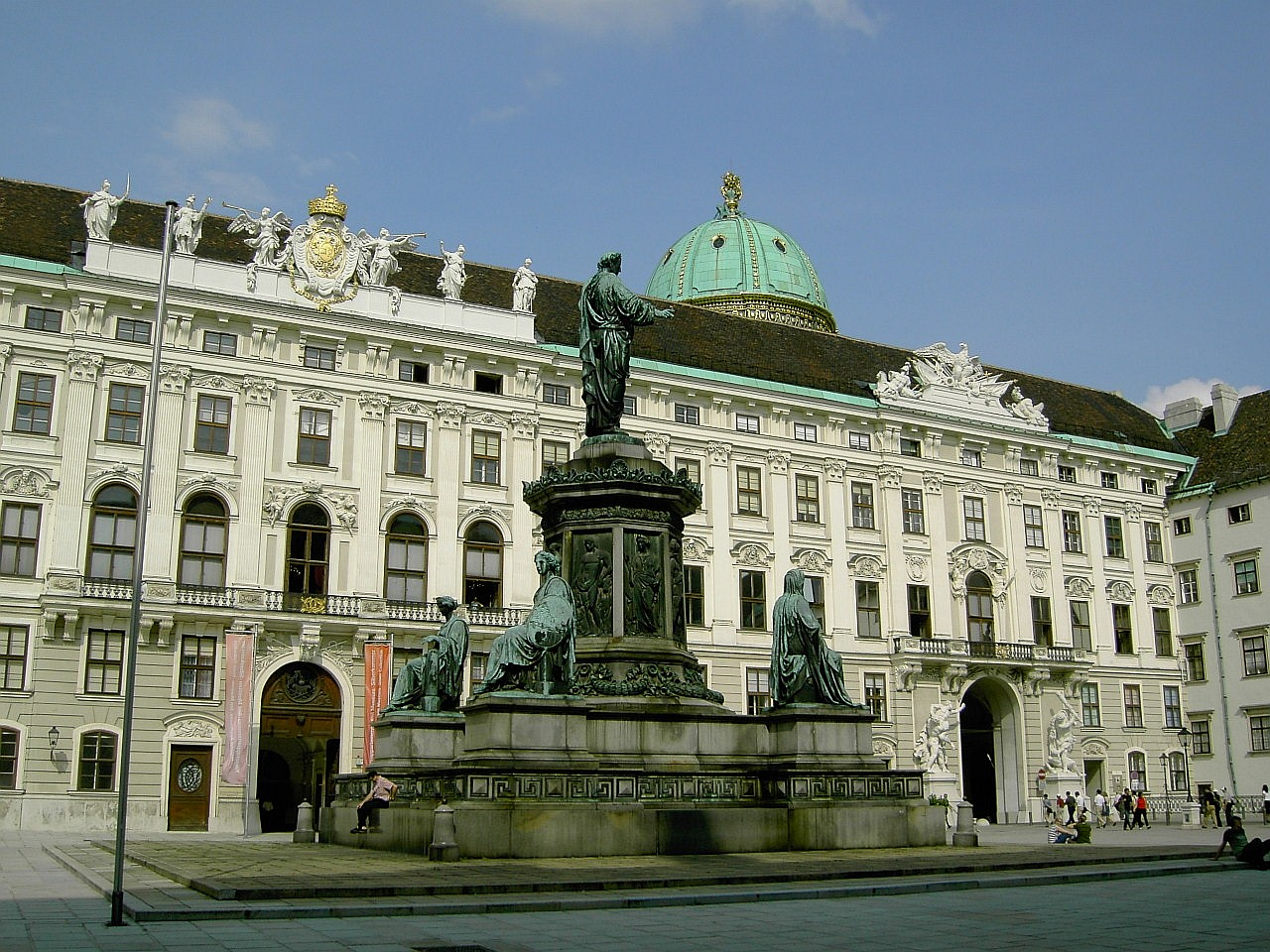
弗朗茨二世紀念碑，其中的人物帶著皇冠
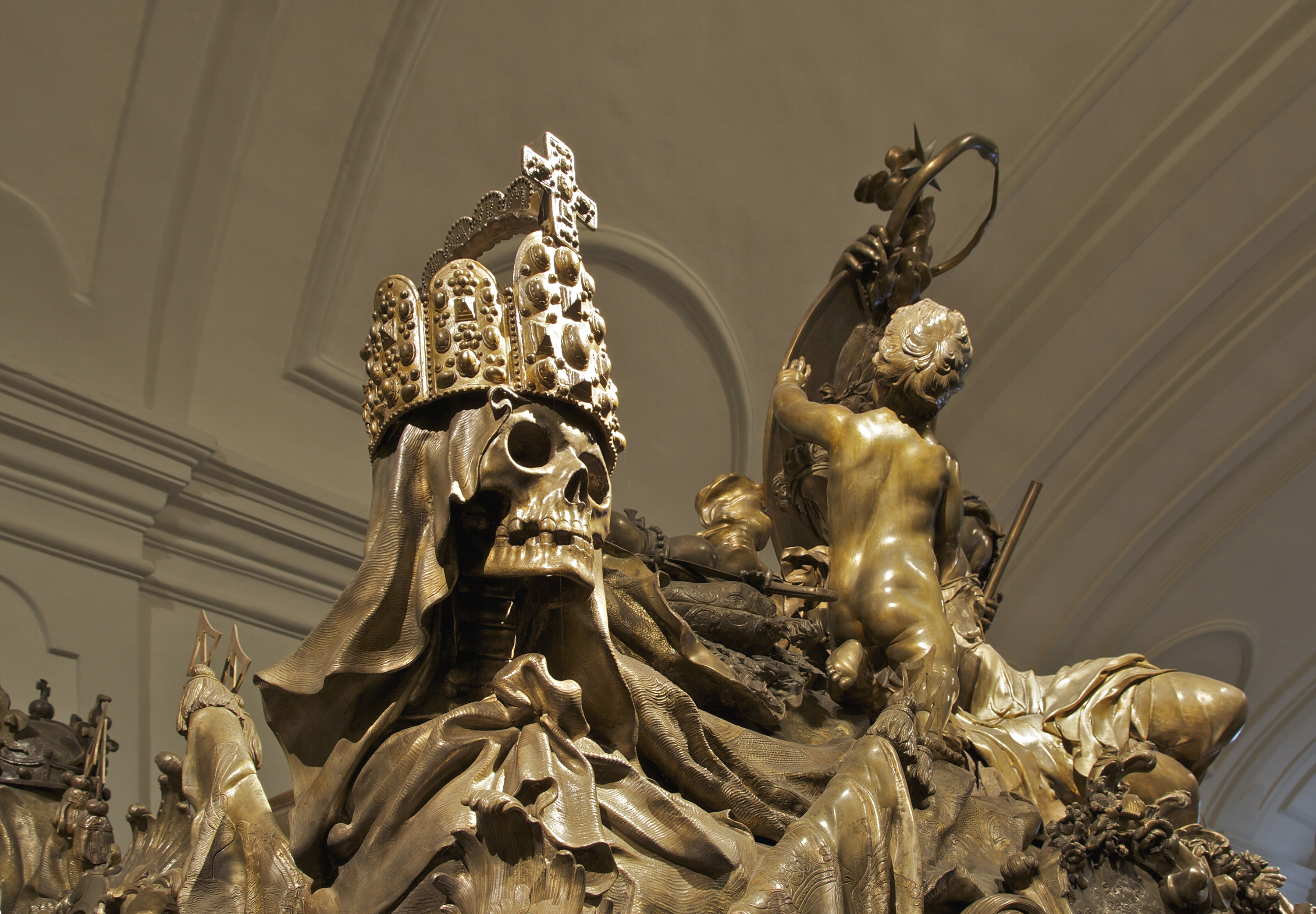
查理六世的石棺彫塑，藏於維也納的皇家墓穴
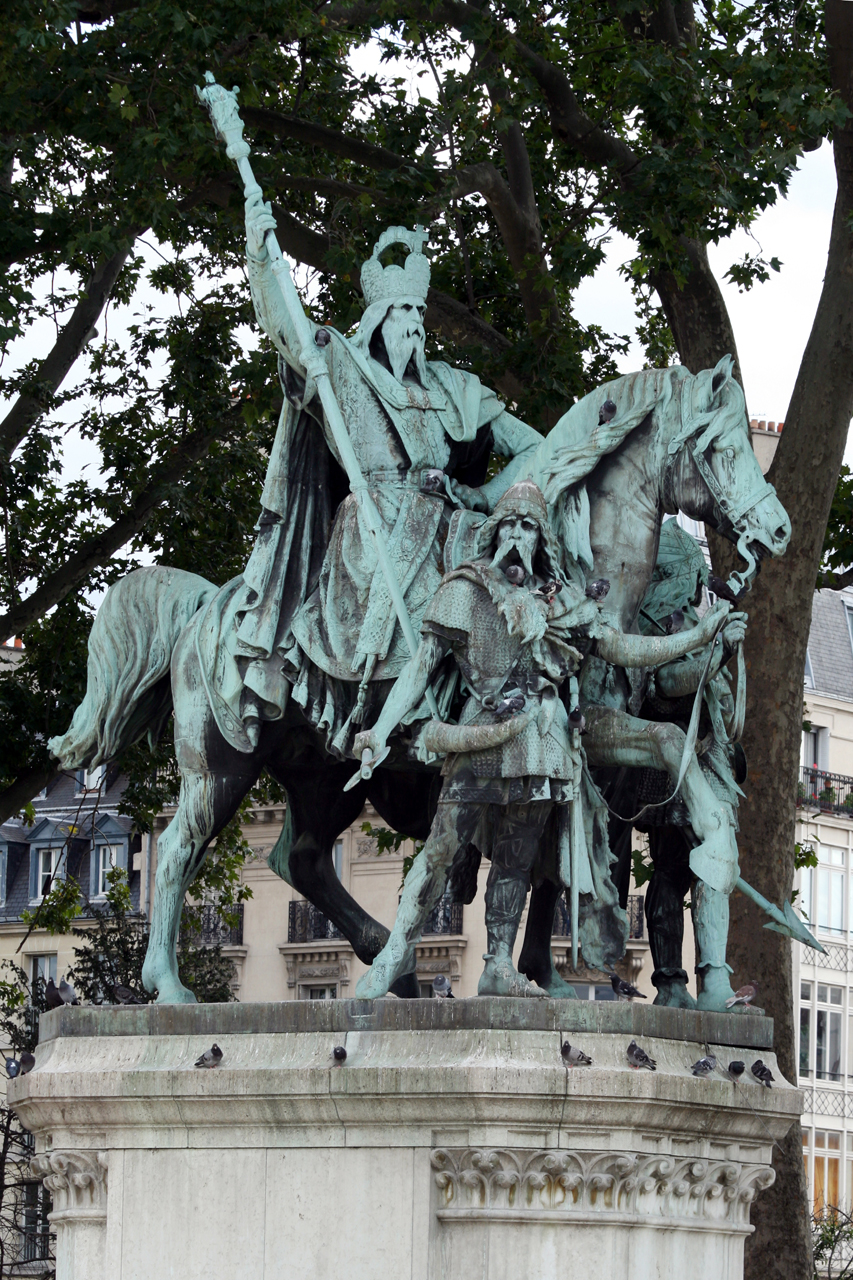
法國巴黎的查理曼雕像，建於1878年，他戴著德國帝國皇冠，而不是法國的
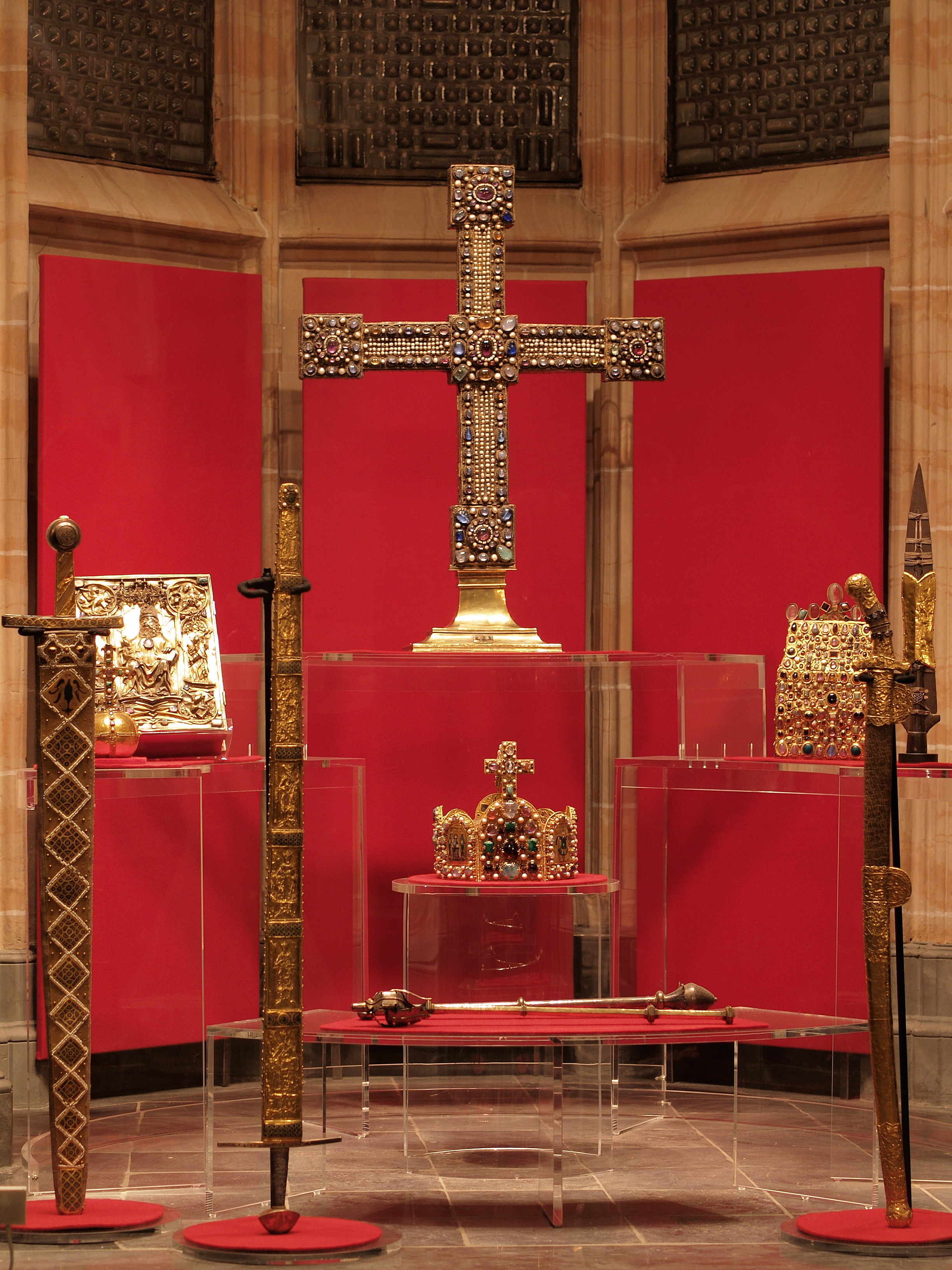
1915年，亞琛市政廳製作的複製品，與其他帝國法器一起
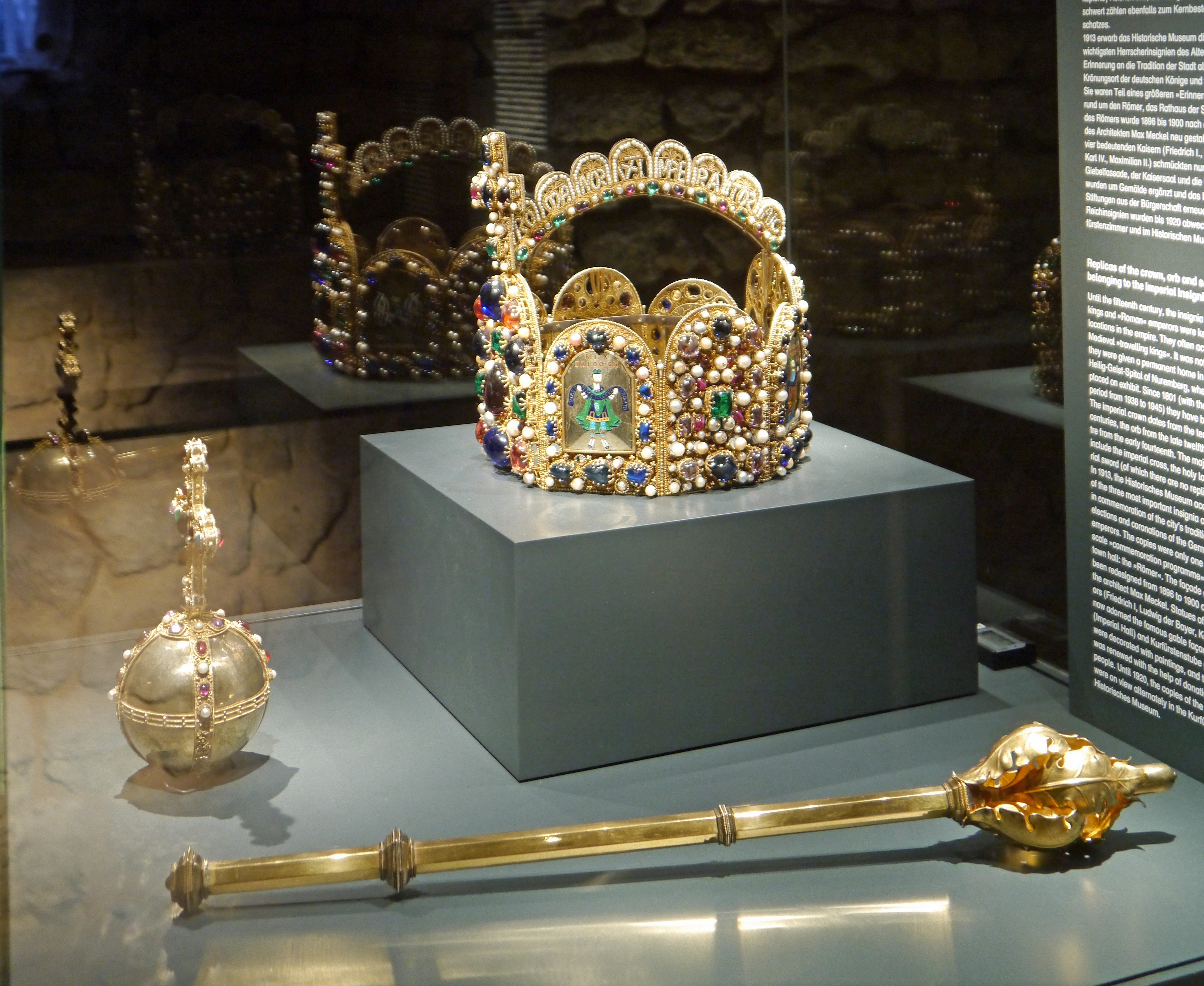
1913年羅馬宮所製作的複製品，現藏於法蘭克福歷史博物館
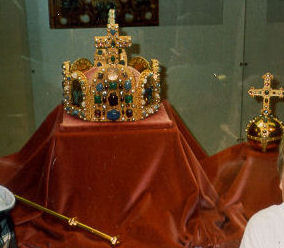
捷克的複製品
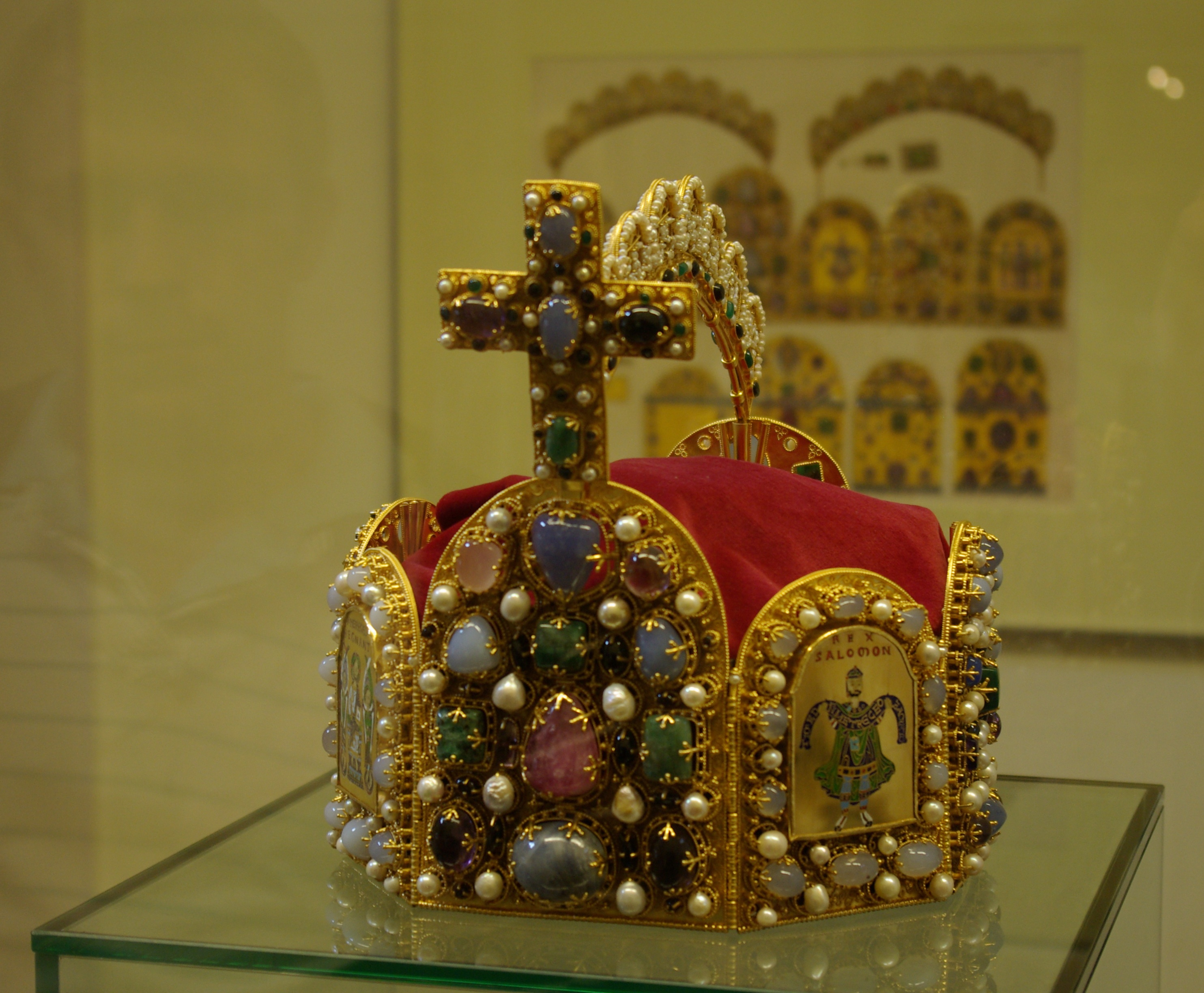
紐倫堡的複製品
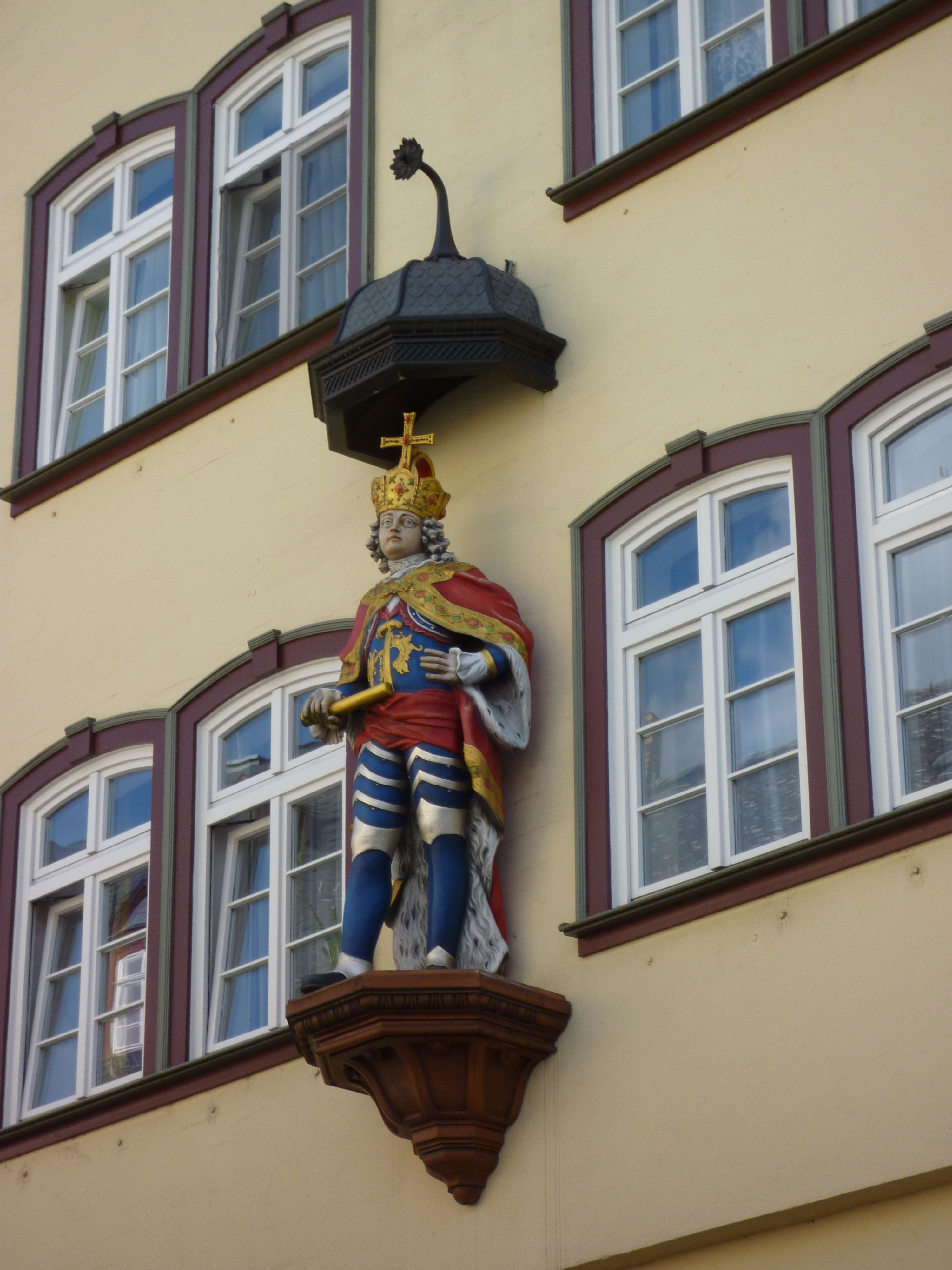
裝飾房子的彫像上也戴著這個皇冠，位於韋茨拉爾